# Hansjörg Durz

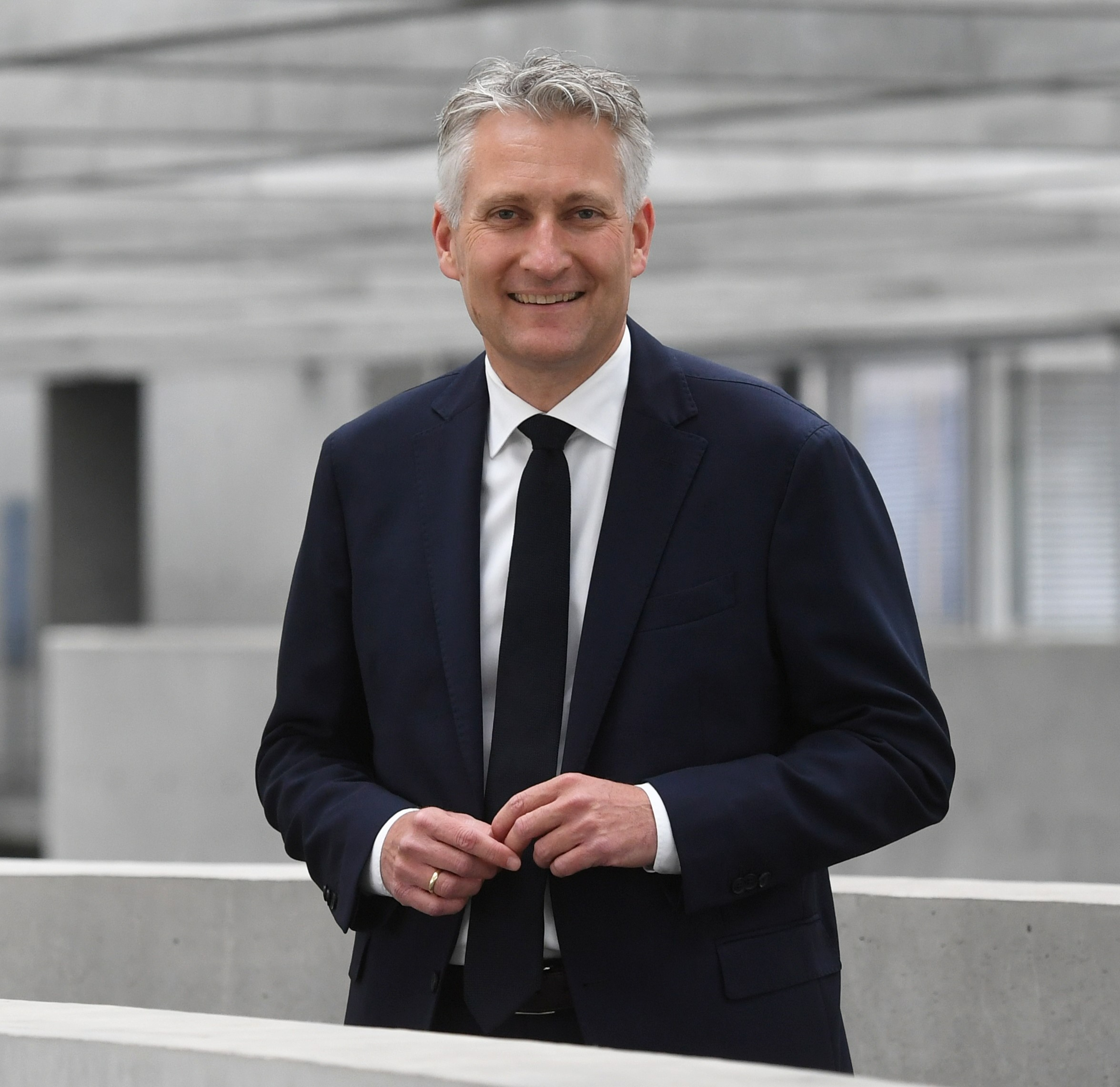
Hansjörg Durz (2021)

Hansjörg Durz (* 29. Juli 1971 in Augsburg) ist ein deutscher Politiker (CSU). Seit 2013 ist er Mitglied des Deutschen Bundestages und seit Mai 2025 Vorsitzender des Ausschusses für Digitales und Staatsmodernisierung. Von 2008 bis 2013 war er Bürgermeister der Stadt Neusäß.

## Leben, Ausbildung und Beruf
Durz wuchs im Neusässer Stadtteil Täfertingen auf. Er legte am Rhabanus-Maurus-Gymnasium St. Ottilien 1991 das Abitur ab und machte  eine Banklehre bei der Kreissparkasse Augsburg, ehe er an der Universität Augsburg Betriebswirtschaftslehre studierte und als Diplom-Kaufmann abschloss. Im Jahr 1999 gründete er ein Handelsunternehmen, dessen Geschäftsführer er bis zur Wahl zum Ersten Bürgermeister war. 
Durz ist verheiratet und hat zwei Kinder. Er ist römisch-katholischer Konfession.

## Politischer Werdegang

### Partei und Ämter
Durz ist seit 1992 Mitglied der CSU. Ab 1996 bis zu seinem 35. Lebensjahr war er zugleich in der Jungen Union, von 1996 bis 2002 als stellvertretender Kreisvorsitzender der JU Augsburg-Land. 
Seit 1997 gehört er dem Kreisvorstand der CSU Augsburg-Land an, seit 2014 auch dem Bezirksvorstand der CSU Schwaben. Im Alter von 24 Jahren wurde Durz 1996 in den Stadtrat Neusäß gewählt. Ab 2002 war er Mitglied des Kreistags im Landkreis Augsburg und wurde im selben Jahr Zweiter Bürgermeister von Neusäß. Im Jahr 2008 folgte die Wahl zum Ersten Bürgermeister   – ein Amt, das er bis 2013 ausübte.

### Deutscher Bundestag
Am 18. Januar 2013 wurde er als Nachfolger von Eduard Oswald als Bundestagskandidat für den Bundestagswahlkreis Augsburg-Land nominiert und bei der Bundestagswahl 2013 mit 60,6 Prozent gewählt. Bei der Bundestagswahl 2017 verteidigte er mit 47,8 Prozent der Stimmen das Direktmandat. Bei der Bundestagswahl 2021 konnte Durz mit 40,6 Prozent der Erststimmen sein Direktmandat verteidigen.
Im 19. Deutschen Bundestag war Durz stellvertretender Vorsitzender des Ausschusses Digitale Agenda und leitete den Ausschuss in den Jahren 2018 und 2019. Durz war zudem digitalpolitischer Sprecher der CSU im Deutschen Bundestag und gehörte der Enquete-Kommission Künstliche Intelligenz an.
Außerdem war Durz ordentliches Mitglied im Ausschuss für Wirtschaft und Energie und Mitglied der Kommission Wettbewerbsrecht 4.0 des Bundesministeriums für Wirtschaft und Energie, die in ihrem 2019 veröffentlichten Abschlussbericht Handlungsempfehlungen für die Weiterentwicklung des europäischen Wettbewerbsrechts angesichts der Herausforderungen der Digitalwirtschaft unterbreitet hat.
Durz plädierte als einer der ersten Politiker öffentlich für die Etablierung einer Forschungsklausel, aufgrund derer Wissenschaftler Zugang zu den Daten von Sozialen Netzwerken bekommen, um die Meinungsbildung im Netz und die Auswirkungen von Hassrede und Falschnachrichten auf die demokratische Diskussionskultur empirisch besser untersuchen zu können. Eine solche Klausel fand anschließend erstmals bei der Reform des Netzwerkdurchsetzungsgesetzes im Jahr 2020 Anwendung.
In der 19. Legislatur war Durz zudem Mitglied einer Projektgruppe „Zukunft und Innovation“ seiner Fraktion, in der er zusammen mit Abgeordneten der CDU/CSU-Fraktion das Projekt NEUSTAAT initiierte und als Co-Autor im gleichnamigen Buch eine Reihe an Vorschlägen für die Modernisierung des Staates machte. Das Buch stand auf der Shortlist des Deutschen Wirtschaftsbuchpreises 2020 und erreichte Platz 23 der Spiegel-Bestseller-Liste.
Im 20. Deutschen Bundestag vertritt Durz als Obmann die CDU/CSU-Fraktion im Wirtschaftsausschuss und ist ordentliches Mitglied im Digitalausschuss. Zudem ist Durz stellvertretender Landesgruppenvorsitzender der CSU im Deutschen Bundestag.
Bei der Bundestagswahl 2025 erreichte Durz 44,5 Prozent der Erststimmen im Bundeswahlkreis Augsburg-Land. Im 21. Deutschen Bundestag ist Durz Vorsitzender im Ausschuss für Digitales und Staatsmodernisierung sowie ordentliches Mitglied im Ausschuss für Forschung, Technologie, Raumfahrt und Technikfolgenabschätzung.

## Veröffentlichungen
- László Kovác: Künstliche Intelligenz und menschliche Gesellschaft, De Gruyter, Oldenbourg 2023, ISBN 9783111034492
- Thomas Heilmann, Nadine Schön: Neustaat: Politik und Staat müssen sich ändern: 64 Abgeordnete & Experten fangen bei sich selbst an – mit 103 Vorschlägen. Finanzbuch Verlag, München 2020, ISBN 978-3-95972-376-3

## Mitgliedschaften
Hansjörg Durz ist Mitglied der überparteilichen Europa-Union Deutschland, die sich für ein föderales Europa und den europäischen Einigungsprozess einsetzt.